# Tuzlanski list
Tuzlanski list bio je dnevni list iz Tuzle. Pokrenuo ga je hrvatski novinar iz BiH Zvonimir Banović 24. siječnja 2007. godine. Tuzlanski list prvi je dnevni list u Tuzli i Tuzlanskoj županiji. Kad se pojavio bio je najmlađi dnevni list u BiH. Poslije velikosrpske agresije na BiH drugi veći gradovi dobili su dnevne listove, Mostar dva, Banja Luka čak tri, a Tuzla nije sve do 2007. Kada se list pojavio, građani, domaći i inozemni novinari skeptično su ga dočekali, predviđajući mu brz kraj. Osnivači i ulagači su okupili velika novinarska imena i mlade novinare željne dokazivanja. Rezultati nisu izostali, i Tuzlanski list se prodavao i izvan svoje županije, u Sarajevu, Zenici, Bihaću, Mostaru...
U listu su bile rubrike Događaji, Tuzlanska kronika, Ekonomija, Crna kronika, Šport, Kultura, Svijet, Osmrtnice, Oglasi, Govornica. List je izlazio svakog dana osim nedjelje. Prvi glavni i odgovorni urednik bio je Zvonimir Banović, a zamjenica mu je bila Snežana Agić. Prvi urednici rubrika Događaji/Ekonomija bili su Hazim Karić i Svjetlana Nikolić, Tuzlanska kronika/Crna kronika Azra Kunosić, Svijet/Kultura/Magazin Mahir Šahović, Šport Jasenko Jeremić, TV sedmica/Kolaž/Oglasi - Nerka Katanić. Za fotografije bili su zaduženi Darko Zabuš i Tomislav Trojak, lektor je bio Igor Divković, grafička obrada bila je djelo Amira Hasanovića, Jasmina Jatića i Saše Ćetkovića, a web design Jasmina Jatića. Adresa uredništva bila je ul. Maršala Tita do br. 34 (zgrada „Toranj”), lamela 2 / 8. kat. Tiskala ga je sarajevska Unioninvestplastika. Vlasnik lista bio je Vahid Ibrišimović.
Cijena je bila za pretplatnike mjesečna 15 eura, tromjesečna 40 eura, polugodišnja 80 eura,     godišnja 150 eura, koja je poslije spuštena 
Rubrike na portalu bile su Vrijeme, Servisne informacije, Vijesti iz BiH, Europe, regije, svijeta i Tuzle, Šport, Magazin, Scitech, Auto, Crna kronika, Ženski kutak, Zdravlje, Recepti i Galerija.
Povodom drugog rođendana Tuzlanski list organizirao je 1. međunarodni malonogometni turnir "Trofej Tuzlanskog lista" u Velikoj sali SKPC Mejdan, koji je osvojila tuzlanska Sloboda.
Sastav uredništva i cijena pretplate promijenila se tijekom vremena:direktor Mirsad Nalić, glavna i odgovorna urednica Snežana Agić, zamjenica glavne i odgovorne urednice Jasna Subotić, urednici Hazim Karić i Svjetlana Nikolić (
Događaji/Ekonomija), Faruk Kruševljanin (Tuzlanska hronika), Emina Hodžić (Crna hronika), Mahir Šahović (Svijet/Kultura/Magazin), Jasenko Jeremić (Šport), Emina Mujkić (Kolaž/Oglasi), Jasmin Jatić (tehnički urednik), za grafičku obradu bili su zaduženi Igor Divković, Jasmin Aljić i 
Samir Džafić, za fotografiju Tomislav Trojak i Darko Zabuš, a marketing Nataša Nikolić. Uredništvo je bilo u ulici Maršala Tita do broja 34 (zgrada „Toranj”), lamela 2 / 8. kat. Izlazio je svakog dana, osim nedjelje.
Zbog krize bilo je u pitanju izlaženje nakon dvije godine, osobito zbog nesnalaženja zaposlenice na visokom položaju koja je dala otkaz gl. i odg. uredniku Zvonimiru Banoviću, kojem je otkaz povučen, a dotičnoj raskinut ugovor.

## Vanjske poveznice
- Službene stranice
- Tuzlanski list, arhivirano 10. veljače 2010., besplatni PDF uzorak novogodišnjeg izdanja broj 904 31. prosinca 2009. pdf
- [https://web.archive.org/web/20100210204633/http://www.tuzlanskilist.ba:80/TL-trijumf2.pdf

Tuzlanski list] Tri godine na strani istine, arhivirano 10. veljače 2010.